# Deux jours avant le jour après demain
Deux jours avant le jour après demain (Two Days Before the Day After Tomorrow en version originale) est le huitième épisode de la neuvième saison de la série animée South Park, ainsi que le 133e épisode de l'émission.

## Synopsis
La ville de Beaverton est inondée. Alors que la population devient folle et accuse le réchauffement planétaire, Stan et Cartman semblent être les seuls au courant de ce qui s'est réellement passé.

## Note
- Les Hommes crabes sont apparus dans South Park est gay et mentionnés dans Course à l'audience. Ils sont l'incarnation des idées stupides des créateurs, présents ici pour illustrer la stupidité des habitants de South Park.
- Quand les habitants coincés dans la salle allument la télévision, on peut apercevoir pendant quelques secondes, Russell Crowe sur son bateau "Tugger", référence à La Bande-Annonce du nouveau Terrance et Philippe.
- Kenny n'apparaît pas dans cet épisode.